# Unicredit Czech Open 2004
L'Unicredit Czech Open 2004 è stato un torneo di tennis facente parte della categoria ATP Challenger Series nell'ambito dell'ATP Challenger Series 2004. Il torneo si è giocato a Prostějov in Repubblica Ceca dal 1° al 6 giugno 2004 su campi in terra rossa.

## Vincitori

### Singolare
Radek Štěpánek ha battuto in finale  Michal Tabara con il punteggio di 7–6(5), 7–5

### Doppio
Dominik Hrbatý /  Jaroslav Levinský hanno battuto in finale  Travis Parrott /  Tripp Phillips con il punteggio di 6–4, 6–4